# Булан
Була̀н е хазарски владетел, смятан за инициатор на обръщането на хазарите в юдаизма и основоположник на династията на Буланидите.
Сведенията за Булан са много оскъдни, като не е изяснено дали той е каган или бег, а времето на управлението му се отнася между средата на VIII и средата на IX век. Той е споменат в едно от писмата от Хазарската кореспонденция (средата на X век), което описва легенда за избора му на юдаизма след организиран от него диспут между представители на юдаизма, християнството и исляма.
Кеймбриджкият документ, друг източник от средата на X век, приписва приемането на юдаизма на Сабриел. Не е ясно дали става дума за две имена на един и същ човек или за различни личности.